# Tableau-poème
Vous pouvez aider à l'améliorer ou bien discuter des problèmes sur sa page de discussion.
- Certaines informations devraient être mieux reliées aux sources mentionnées dans la bibliographie ou les liens externes. Améliorez sa vérifiabilité en les associant par des références. (Marqué depuis décembre 2024)
- Il est orphelin : moins de trois articles lui sont liés. Aidez à ajouter des liens en plaçant le code [[Tableau-poème]] dans les articles relatifs au sujet. (Marqué depuis décembre 2024)

Pendant l’année 1914, les peintres du futurisme, notamment Gino Severini et Carlo Carrà, s’alignent sur les recherches menées par les poètes futuristes dans le domaine des mots en liberté. Ils créent ainsi une nouvelle forme d’art, à la transversalité hybride[Quoi ?], qu’ils qualifient de « tableau-poème ». Ainsi, dans l’un de ses tableaux, pour matérialiser le bruit des conversations traversant l’espace, dans un café, la nuit, Carrà déploie ses papiers collés motlibristes dans la troisième dimension en les disposant en plans tendus et en les découpant en « formes-bruits » afin d’impliquer agressivement le spectateur.